# ウィリアム・ボルコム
ウィリアム・ボルコム（William Bolcom、1938年5月26日‐ ）は、アメリカ合衆国ワシントン州出身の作曲家・ピアニスト。

## 経歴
1938年5月26日、ワシントン州のシアトルで生まれる。11歳の時に作曲を学ぶ為にワシントン大学に入る。1975年の時、メゾソプラノの女性歌手ジョーン・モリスと結婚する。1988年の時、「ピアノのための12の新しいエチュード」でピューリッツァー賞 音楽部門を受賞する。ラグタイムを中心とするジャズのイディオムに基づいた曲を多数作曲している。またグラミー賞を2回受賞している。彼の代表曲は「優雅な幽霊のラグ」、「ポルターガイスト」など。ピアニストとしては、ジョージ・ガーシュウィンやダリウス・ミヨーの代表的な演奏家として知られ、ラグタイムの録音も多く残している。妻のジョアン・モリスとはしばしばデュエットで演奏のレコーディングを行っている。ほか、音楽学者として、フランツ・シューベルトの「レリーク」、イサーク・アルベニスの「ナバーラ」などの未完成のピアノ作品の補筆を行っている。

## 作品
- 1957年: First Symphony
- 1964年: Symphony No. 2 "Oracles"
- 1967年: Black Host (Nonesuch H-71260)
- 1970年: 優雅な幽霊のラグ
- 1971年: Commedia (for "Almost" 18th Century Orchestra)
- 1976年: Concerto for Piano and Orchestra
- 1979年: Third Symphony (for Chamber Orchestra)
- 1979年-1984年: Gospel Preludes[2] (Books 1-4)
- 1984年: Songs of Innocence and of Experience (William Blake)
- 1984年: Lilith for Alto Saxophone and Piano
- 1984年: Concerto in D for Violin and Orchestra
- 1977年-1985年: Cabaret Songs (Vol. 1 and 2)
- 1986年: Fantasia Concertante, for viola, cello and orchestra
- 1986年: Fourth Symphony
- 1977年-1986年: Twelve New Etudes for Piano
- 1989年: Fifth Symphony
- 1990年-1992年: McTeague
- 1992年-1993年: Lyric Concerto for Flute and Orchestra
- 1993年-1996年: Cabaret Songs (Vol. 3 and 4)
- 1996年: Gaea, Concerto for Two Pianos Left Hand, and Orchestra
- 1996年-1997年: Sixth Symphony
- 1997年-1998年: A View from the Bridge
- 1998年: Concert Suite (for alto saxophone and band)
- 2000年: Piano Quintet
- 2002年: Seventh Symphony
- 2004年: A Wedding
- 2005年: Eighth Symphony
- 2006年: Canciones de Lorca
- 2007年: Lucrezia
- 2008年: First Symphony for Band
- 2009年: Prometheus

## その他
- ハエン国際ピアノコンクールの2017年度の優勝者Chun Wangの優勝記念盤Naxos8.573945に「ピアノのための12の新しいエチュード」の抜粋が収録されている。